# Australisch tenniskampioenschap 1934
De 27e editie van het Australische grandslamtoernooi, het Australisch tenniskampioenschap 1934, werd gehouden van 18 tot en met 27 januari 1934. Voor de vrouwen was het de 13e editie. Het toernooi werd gespeeld op de grasbanen van het White City Stadium te Sydney.

## Belangrijkste uitslagen
Mannenenkelspel

Finale: Fred Perry (VK) won van Jack Crawford (Australië) met 6-3, 7-5, 6-1
Vrouwenenkelspel

Finale: Joan Hartigan Bathurst (Australië) won van Margaret Molesworth (Australië) met 6-1, 6-4
Mannendubbelspel

Finale: Pat Hughes (VK) en Fred Perry (Australië) wonnen van Adrian Quist (Australië) en Don Turnbull (Australië) met 6-8, 6-3, 6-4, 3-6, 6-3
Vrouwendubbelspel

Finale: Margaret Molesworth (Australië) en Emily Hood-Westacott (Australië) wonnen van Joan Hartigan Bathurst (Australië) en Ula Valkenburg (Australië) met 6-8, 6-4, 6-4
Gemengd dubbelspel

Finale: Joan Hartigan Bathurst (Australië) en Edgar Moon (Australië) wonnen van Emily Hood-Westacott (Australië) en Ray Dunlop (Australië) met 6-3, 6-4
Meisjesenkelspel

Winnares: May Blick (Australië)
Meisjesdubbelspel

Winnaressen: Enid Chrystal (Australië) en Edna McColl (Australië)
Jongensenkelspel

Winnaar: Neil Ennis (Australië)
Jongensdubbelspel

Winnaars: Neils Ennis (Australië) en Colin McKenzie (Australië)
1905 · 1906 · 1907 · 1908 · 1909 · 1910 · 1911 · 1912 · 1913 · 1914 · 1915 · 1916–1918 · 1919 · 1920 · 1921 · 1922 · 1923 · 1924 · 1925 · 1926 · 1927 · 1928 · 1929 · 1930 · 1931 · 1932 · 1933 · 1934 · 1935 · 1936 · 1937 · 1938 · 1939 · 1940 · 1941–1945 · 1946 · 1947 · 1948 · 1949 · 1950 · 1951 · 1952 · 1953 · 1954 · 1955 · 1956 · 1957 · 1958 · 1959 · 1960 · 1961 · 1962 · 1963 · 1964 · 1965 · 1966 · 1967 · 1968
↓ open tijdperk ↓
1969 (m-v-md-vd-gd) · 1970 (m-v-md-vd) · 1971 (m-v-md-vd) · 1972 (m-v-md-vd) · 1973 (m-v-md-vd) · 1974 (m-v-md-vd) · 1975 (m-v-md-vd) · 1976 (m-v-md-vd) · jan 1977 (m-v-md-vd) · dec 1977 (m-v-md-vd) · 1978 (m-v-md-vd) · 1979 (m-v-md-vd) · 1980 (m-v-md-vd) · 1981 (m-v-md-vd) · 1982 (m-v-md-vd) · 1983 (m-v-md-vd) · 1984 (m-v-md-vd) · 1985 (m-v-md-vd) · 1986 · 1987 (m-v-md-vd-gd) · 1988 (m-v-md-vd-gd) · 1989 (m-v-md-vd-gd) · 1990 (m-v-md-vd-gd) · 1991 (m-v-md-vd-gd) · 1992 (m-v-md-vd-gd) · 1993 (m-v-md-vd-gd) · 1994 (m-v-md-vd-gd) · 1995 (m-v-md-vd-gd) · 1996 (m-v-md-vd-gd) · 1997 (m-v-md-vd-gd) · 1998 (m-v-md-vd-gd) · 1999 (m-v-md-vd-gd) · 2000 (m-v-md-vd-gd) · 2001 (m-v-md-vd-gd) · 2002 (m-v-md-vd-gd) · 2003 (m-v-md-vd-gd) · 2004 (m-v-md-vd-gd) · 2005 (m-v-md-vd-gd) · 2006 (m-v-md-vd-gd) · 2007 (m-v-md-vd-gd) · 2008 (m-v-md-vd-gd) · 2009 (m-v-md-vd-gd) · 2010 (m-v-md-vd-gd) · 2011 (m-v-md-vd-gd) · 2012 (m-v-md-vd-gd) · 2013 (m-v-md-vd-gd) · 2014 (m-v-md-vd-gd) · 2015 (m-v-md-vd-gd) · 2016 (m-v-md-vd-gd) · 2017 (m-v-md-vd-gd) · 2018 (m-v-md-vd-gd) · 2019 (m-v-md-vd-gd)  · 2020 (m-v-md-vd-gd) · 2021 (m-v-md-vd-gd) · 2022 (m-v-md-vd-gd) · 2023 (m-v-md-vd-gd) · 2024 (m-v-md-vd-gd) · 2025 (m-v-md-vd-gd)
Lijst van Australian Openwinnaars